# Armando Reverón
Armando Reverón est un artiste-peintre vénézuélien, né à Caracas le 10 mai 1889, et mort dans la même ville, le 18 septembre 1954. Il est un artiste précurseur de l'Arte povera, et reste considéré comme l'un des plus importants du XXe siècle en Amérique latine. 
Il fut un pionnier du happening, de l'assemblée artistique, de l'installation et de l'intervention, de la sculpture textile et du mobile. Atteint de fièvre typhoïde à l'âge de douze ans, et d'une schizophrénie tardive, il a été victime d'attaques, de périodes dépressives et de crises psychotiques. Il a étudié et développé son travail à Caracas, Barcelone, Madrid et Paris.
En 1918, il rencontra Juanita Mota, qui fut son unique compagne, jusqu'à sa mort. En 1921, il s’installa à Macuto, sur la côte centrale du Venezuela, où il construisit "El Castillete", son atelier et demeure.
En raison de son caractère exotique, irrationnel et primitif, il était connu sous le nom de "Loco de Macuto". Son travail et sa personnalité ont été admirés par des artistes et des intellectuels tels que Pablo Picasso, Margot Benacerraf, Ali Primera, Jesús-Rafael Soto, Antonio Saura, Fernando Botero ou Sofía Ímber.
En 2007, le MoMA lui consacre une rétrospective ; il s'agit du premier consacré à un artiste vénézuélien et du quatrième à un peintre latino-américain après Diego Rivera (1931), Cândido Portinari (1940) et Roberto Matta (1957).
Il est mort au Sanatorium San Jorge de Catia (Caracas), à 65 ans. Depuis 2016, sa dépouille repose au Panthéon national du Venezuela.

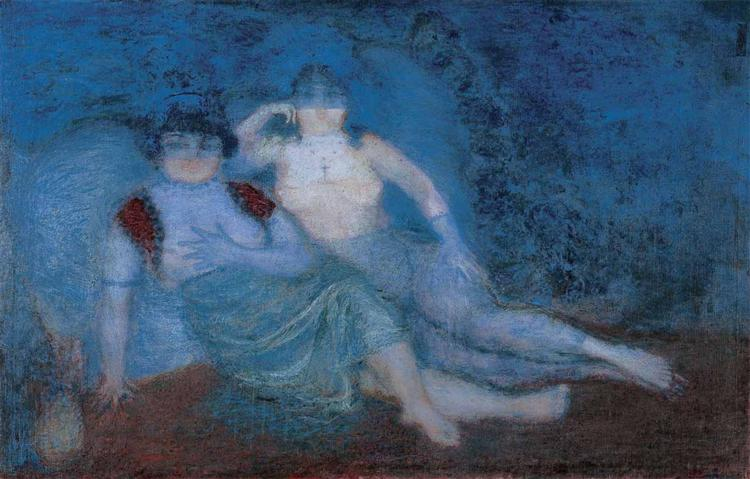
La Grotte (1920).